# Pismis 24
Pismis 24 – młoda gromada otwarta znajdująca się w konstelacji Skorpiona. Znajduje się w odległości około 8000 lat świetlnych od Ziemi. Została skatalogowana przez Paris Pişmiş w jej katalogu pod numerem 24.
Pismis 24 znajduje się w centrum dużej mgławicy emisyjnej NGC 6357. Gwiazdy tej gromady są ekstremalnie masywne oraz emitują ogromne ilości promieniowania ultrafioletowego. Najjaśniejsza z gwiazd otrzymała oznaczenie Pismis 24-1. Jest to gwiazda potrójna, której każdy ze składników ma masę określoną na około 100 mas Słońca. 